# Bulbophyllum comberi
Bulbophyllum comberi är en orkidéart som beskrevs av Jaap J. Vermeulen. Bulbophyllum comberi ingår i släktet Bulbophyllum och familjen orkidéer. Inga underarter finns listade i Catalogue of Life.